# Max Wilhelm Karl Draudt
Max Wilhelm Karl Draudt, född 11 mars 1875 i Darmstadt, död där 4 april 1953, var en tysk entomolog som var specialiserad på fjärilar. Hans samlingar av fjärilar från Mexiko förvaras på ett flertal institutioner som Senckenberg Naturmuseum, Muséum national d'histoire naturelle och Museum für Naturkunde.
Auktorsnamnet Draudt, M. W. K. kan användas för Max Wilhelm Karl Draudt i samband med ett vetenskapligt namn inom zoologin; se Wikipedia-artiklar som länkar till auktorsnamnet.